# Mikrón Vathí
Mikrón Vathí (Mikro Vathy) är en ort i Grekland.   Den ligger i prefekturen Nomós Evvoías och regionen Grekiska fastlandet, i den östra delen av landet, 50 km norr om huvudstaden Aten. Mikrón Vathí ligger 1 meter över havet och antalet invånare är 576.
Terrängen runt Mikrón Vathí är varierad. Havet är nära Mikrón Vathí österut. Runt Mikrón Vathí är det ganska tätbefolkat, med 134 invånare per kvadratkilometer. Närmaste större samhälle är Chalkída, 2,7 km norr om Mikrón Vathí. Trakten runt Mikrón Vathí består till största delen av jordbruksmark.